# Eddy C. Bertin
Eddy C. Bertin (pseudoniemen Edith Brendall, Doriac Greysun en andere, "peetvader van de Nederlandstalige sciencefiction") (Hamburg-Altona, 26 december 1944 – Kreta, 21 mei 2018) was een Belgisch auteur voor kinderen, jeugd en volwassenen.

## Biografie
De vader van Eddy Charly Bertin was een Belgische schrijnwerker die tijdens de Tweede Wereldoorlog opgeëist werd en in Hamburg moest gaan werken. Zijn moeder was een Duitse die bij de post werkte. Hij werd geboren in Duitsland, maar al snel verhuisde het gezin naar België. Ze gingen later nog een jaar terug naar Duitsland, om zich daarna voorgoed in België te vestigen. Al jong begon hij verhalen te schrijven. Hij studeerde Handel en Talen aan het Provinciaal Hoger Technisch Instituut in Gent en ging daarna bij een bank werken. In zijn vrije tijd schreef hij verhalen.  
Aan het eind van de jaren zestig verschenen Bertin zijn eerste sciencefiction- en horrorverhalen voor volwassenen. Hij stelde ook bundels met deze verhalen samen. Voor zijn verhalen kreeg hij diverse prijzen. Pas in 1984 verscheen zijn eerste kinderboek. Van 1994 tot 2003 was Eddy C. Bertin de secretaris van het Griezelgenootschap, acht schrijvers van griezelverhalen (onder wie ook Tais Teng en voorzitter Paul van Loon) die bij uitgeverij Elzenga jaarlijks een bundel naar een specifiek jaarthema samenstelden. Verder was hij lange tijd erg actief in allerlei tijdschriften. Hij gaf er zelf enkele uit, waarvan het bekendste de SF-Gids is.
In 1976 verscheen de bundel 'Eenzame bloedvogel', waarin het verhaal 'Als een eenzame bloedvogel' werd opgenomen. Dat werd het begin van zijn membraancyclus, die verspreid verscheen in tijdschriften en bloemlezingen. De membraancyclus is een aantal teksten (zoals verhalen, fictieve contracten, documentairestukken, spreuken en fictieve reclameteksten) die bij elkaar horen doordat ze de toekomst van de mens vertellen. Die toekomst wordt bepaald door de ontdekking van de membranen, waarmee de mens in ruimte en tijd kan reizen. De verhalen werden nooit in een definitieve bundeling samengebracht. Drie bundels worden beschouwd als bevattende de kern van de teksten: 'Eenzame bloedvogel', 'De sluimerende stranden van de geest' en 'Het blinde, doofstomme beest op de kale berg'. Enkele verhalen verschenen echter in andere bundels of tijdschriften, zoals in De Tijdlijn.
Zijn literaire genre beperkt zich voornamelijk tot horror- en griezelverhalen. In zijn kinderboeken zijn de griezelige figuren eerder de bijfiguren. Ook leverde hij bijdragen aan het misdaad-/thrillergenre. Voor volwassenen zijn dat verhalen in anthologieën:
- 1982 Deuren 1 tot en met 5 [Zwarte Beertjes Crime-jaarboek];
- 1984 Grootje van m’n hart [Zwarte Beertjes Crime Jaarboek 2];
- 1985 De nacht van de psycho & Zes kogels voor Jef Geeraerts [Misdaad op z’n Hollands, Loeb];
- 1986 De ritualen van Rosanne Rozenkrans [Crime jaarboek 1986, Holkema];
- 1986 De terminal-moorden [Sherlock Holmes in Holland, Loeb].

Voor de jeugd schreef hij een drietal romans/novellen:
- 1983 De schaduw van de raaf [Kraaikop, Gent];
- 1991 Afspraak om middernacht [Zwijsen, Tilburg];
- 1995 De schaduwman komt je halen [Zwijsen, Tilburg].

Internationaal geniet Bertin, naast zijn sciencefictionwerk, aanzien omwille van zijn horror die voortbouwt op de 'Mythos' waar Amerikaanse schrijver H.P. Lovecraft de bouwstenen voor legde. In de bundel 'The Disciples of Cthulhu' (1974) verscheen Bertins verhaal 'Darkness, my name is'. Het verhaal vertelt over een oeroude sekte, de aanbidders van de Vayaen, die de slapende god Cyäegha en de vijf demonen die hem bewaken aanbidden.
Bertin had later vooral bij kinderen veel succes met zijn zeven boeken over Valentina Hellebel (1993-2004). Verhalen met als onderwerp een meisje dat in haar puberteit ontdekt dat ze bepaalde mysterieuze krachten van haar grootmoeder geërfd heeft. Deze boeken werden ook bij de volwassen fans van Bertin geliefd, omdat ze op het vlak thematiek vloeiend aansloten bij veel van zijn eerder werk. Hij heeft na Valentina's Schaduwboek uit 2004 geen nieuwe boeken meer uitgegeven. 
Hij stierf plotseling in mei 2018 tijdens een vakantie op Kreta.

## Familie
Zijn dochter is de actrice Brenda Bertin, bekend van de Vlaamse televisiereeks 16+.

## Werken

### Voor volwassenen
- 1969 HORROR HOUSE, griezelverhalen, Yang, Gent
- 1970 OUT OF DARK AND LONELY PLACES, fantastische poëzie, Dunwich House, Ledeberg
- 1971 De achtjaarlijkse god, SF-verhalen, Bruna, Utrecht
- 1972 IETS KLEINS IETS HONGERIGS, griezelverhalen, Bruna, Utrecht
- 1973 OOG VAN DE VAMPIER, griezelroman, Schorpioen, Strombeek
- 1974 DAS ZEICHEN DES VAMPIR, griezelroman, Erber, Sasbachwalden (Duits, onder pseudoniem, Edith Brendall)
- 1974 'Darkness, my name is', in de bundel THE DISCIPLES OF CTHULHU (Engels, horror, New York Daw Books, Lovecraft Mythos)
- 1975 SAMENGESTELD UIT SPINNEWEBBEN, griezelverhaal, Icon, Kessel-Lo
- 1975 STAR SEA-SONGS, SF-poëzie & songs; Dunwich House, Ledeberg

- 1975 HET HOOFD TUSSEN DE BLADEN VAN MIJN BOEK; griezel-parodie, Countdown, Amsterdam (onder pseudoniem Edith Brendall)
- 1976 Eenzame bloedvogel, SF-verhalen, Bruna, Utrecht
- 1977 De kokons van de nacht, SF-roman, Bruna, Utrecht (samen met Bob van Laerhoven)
- 1977 DROOM MIJ DOOD, griezelnovelle, Bruna, Utrecht (naar en met tekeningen van Karel Thole)
- 1977 DERRIERE LE MUR BLANC, griezelverhalen, Ed. Gérard/Marabout, Liège (Frans)
- 1979 MIJN MOOIE DUISTERLINGE, griezelverhalen, DAP/Reinaert, Zele
- 1980 ROGER D¹EXSTEYL, DE GENTSE DEMONENSCHEPPER, essay, Prov. Oost-Vlaanderen, Gent
- 1980 BABY¹S ROSEMARY, griezel-parodie, Progressef Pocket, Antwerpen
- 1980 GRENZEN VAN HORROR EN FANTASY, essay, Abraxas, Gent
- 1980 TIME BIRTH/TIJDSGEBOORTE, SF-multimedia poëzie & songs; Dunwich House, Gent (Engels/Nederlands)
- 1980 EYURID-A LOVECRAFTIAN PORTFOLIO; fantasy-novelle, Dunwich House, Gent (naar en met tekeningen van Tais Teng)
- 1981 TRIPTIEK VOOR GRUWEL EN FANTASTIEK, griezelverhaal, Abraxas, Gent (onder pseudoniem Christiane Varen)
- 1981 SATANISCHE VERTELLIGEN, griezelnovelle, Stichting Fantastische Vertellingen, Amsterdam
- 1981 DE SLUIMERENDE STRANDEN VAN DE GEEST, SF-verhalen, Bruna, Utrecht
- 1983 DE SCHADUW VAN DE RAAF, griezelroman, Kraaikop/Cube, Gent
- 1983 HET BLINDE DOOFSTOMME BEEST OP DE KALE BERG, SF-verhalen, Bruna, Utrecht. De titelroman van Eenzame bloedvogel, De sluimerende stranden van de geest, Het blinde doofstomme beest op de kale berg, vormen de Membraan-trilogie in volgorde: 2/1/3.
- 1984 DE GRIEZELIGSTE VERHALEN VAN EDDY BERTIN, griezelverhalen, Loeb, Amsterdam
- 1985 POWROT DONIKAD, SF-verhalen, Iskry, Warszawa (Pools)
- 1998 KRIJSENDE MUREN, SF- & griezelverhalen, Babel, Lelystad-Dublin
- Kroniekreeks (essays) THE DUNWICH TALES in Survival Magazine, Deurne, daarna Cerberus, Deurne, nu Cerberus Online (sinds 1982; 115+ episodes)

### Voor jongeren
- 1974 NACHTMERRIE OVER CROWHOUSE, griezelnovelle, Vlaamse Filmpjes, Averbode
- 1976 OGEN VAN GROEN VUUR, SF-griezelnovelle, Vlaamse Filmpjes, Averbode
- 1976 NIET VAN DEZE AARDE, SF-novelle, Vlaamse Filmpjes, Averbode
- 1983 De schaduw van de raaf misdaadnovelle, Kraaikop Gent
- 1984 Xenon, SF-roman, BRT, Brussel (naar scenario van Paul Pourveur)
- 1986 HET LOGBOEK VAN DE MARY CELESTE, griezelnovelle, Vlaamse Filmpjes, Averbode
- 1986 Dit huis wil bloed, griezelroman, Zwijsen, Tilburg
- 1987 Het schip uit de toekomst, SF-roman, Zwijsen, Tilburg
- 1988 De planeet van de gouden spinnen, SF-roman, Zwijsen, Tilburg
- 1988 Hekserij bij volle maan, griezelroman, Zwijsen, Tilburg
- 1989 Gevangen in de video, SF-griezelroman, Zwijsen, Tilburg
- 1991 Afspraak om middernacht, misdaadroman, Zwijsen, Tilburg
- 1992 Invasie van de Draco's, SF-roman, Zwijsen, Tilburg
- 1992 Metro van de angst, griezelroman, Elzenga, Tilburg; heruitgave 1997 bij Elzenga, Amsterdam (11+)
- 1993 Geef me mijn lichaam terug! griezelroman, Zwijsen, Tilburg
- 1993 De dertiende nacht, griezelroman, Elzenga, Tilburg (Valentina-1) NACHT bij Elzenga, Amsterdam, (11+), (9+ in bepaalde herdrukken)
- 1994 De geest van dunwich, griezelroman, Zwijsen, Tilburg ,(11+)
- 1995 Het oog in de muur, SF-griezelroman, Zwijsen, Tilburg
- 1995 De schaduwman komt je halen, thriller, Zwijsen, Tilburg
- 1995 Bloedrode kamers, Elzenga, Tilburg (Valentina-2), (11+)
- 1995 TRETTONDE NATTEN, griezelroman, Rabén & Sjögren, Stockholm (Zweeds, De dertiende nacht)
- 1996 IN DE GREEP VAN DE DUISTERNIS, griezelverhalen, Elzenga, Tilburg (onder pseudoniem het Griezelgenootschap met Bies van Ede & Tais Teng, Duisterlingen-boek 1)
- 1996 BLODRÖDA RUM, griezelroman, Rabén & Sjögren, Stockholm (Zweeds, Bloedrode kamers)
- 1996 Overal vuur, griezelroman, Elzenga, Tilburg (Valentina-3)
- 1997 DEN 13 TIME, griezelroman, Forum, Kopenhagen (Deens, De dertiende nacht)
- 1997 Dorstige schaduwen, Elzenga, Amsterdam (Valentina-4)
- 1997 VALENTINA UND DIE DREIZEHNTE NACHT, griezelroman, Arena, Würzburg (Duits, De dertiende nacht)
- 1998 VALENTINA UND DIE BLUTROTEN ZIMMER, Arena, Würzburg (Duits, Bloedrode kamers)
- 1998 Gezicht van de nacht, griezelroman, Elzenga, Amsterdam (onder pseudoniem het Griezelgenootschap, Duisterlingen-boek 3)
- 1998 VALENTINA UND DIE WÄCHTER DES FEUERS, griezelroman, Arena, Würzburg (Duits, Overal vuur)
- 1999 DE BLODRODE RUM, griezelroman, Forum, Kopenhagen (Deens, Bloedrode kamers)
- 1999 MAGIER DES BÖSEN, 2 griezelromans, Arena, Würzburg (Duits, De dertiende nacht + Bloedrode kamers)
- 1999 DUIVELSE DROMEN, griezelroman, Elzenga, Amsterdam (Valentina-5)
- 2000 VALENTINA UND DER FLUCH DER VAMPIRKATZEN, griezelroman, Arena, Würzburg (Duits, Dorstige schaduwen)
- 2001 ILDENS VOGTERE, griezelroman, Forum, Kopenhagen (Deens, Overal vuur)
- 2001 Kille dromen, griezelroman, Leopold, Amsterdam (Valentina-6),(11+)
- 2003 H@ppy Halloween, griezelroman, Leopold, Amsterdam, (10+)
- 2004 Valentina's schaduwboek (Leopold), (Valentina-7), (11+)
- Met het Griezelgenootschap¹ verhalen in: GRIEZELLIGE FEESTDAGEN, GRIEZELLIGE BEESTEN, GRIEZELLIGE VERTELLINGEN, GRIEZELLIGE TIJDEN, GRIEZELLIGE KLANKEN, GRIEZELLIGE SCHOOLDAGEN, GRIEZELLIGE GASTEN, GRIEZELLIGE HOBBY'S, 30 VERHALEN UIT DE GRIEZELCLUB, ALLE GRIEZELS ZIJN FAMILIE, Elzenga, Tilburg/Amsterdam, Leopold, Amsterdam
- Verhalenreeks VERHALEN UIT GREYSHUYSEN in De Griezelclubkrant, Elzenga/Leopold, Amsterdam (vanaf 1995, 24+ afleveringen)
- Verhalen over de rechten van het kind in: HET RECHT VAN DE BANAAN IS KROM, Bakermat, 1998 en IK HEB OOK MAAR TWEE VLEUGELS, Jeugd & Vrede, 2001
- Griezelpoëzie-cyclussen in: GRIEZELVERZEN 1 en GRIEZELVERZEN 2, Elzenga, Amsterdam 1998 en 1999

### Audio
- 1977 MIJN MOOIE DUISTERLINGE, griezelverhalen, Vl.Klank & Braillebibl. Varsenare (audio, 6 tapes)
- 1987 HET SCHIP UIT DE TOEKOMST, SF-roman jeugd, Vl.Klank & Baillebibl. Varsenare (audio)
- 1988 DEMENTIA, SF-hoorspel, Orage/Bernauw
- 1989 HYPNOS, griezelhoorspel, Orage/Bernauw
- 1993 GEEF ME MIJN LICHAAM TERUG!, griezelroman jeugd, audioboek Interval, lezer Joep Doren (45 min. versie)
- 1993 GEEF ME MIJN LICHAAM TERUG!, griezelroman jeugd, audioboek Interval, lezer Onno van Dijk (90 min. versie)
- 1994 METRO VAN DE ANGST, griezelroman jeugd, audioboek I.C., lezer Brenda Bertin (85 min. 2 tapes)
- 1995 DE SCHADUWMAN KOMT JE HALEN, audioboek Interval, lezer Onno van Dijk (85 min.)
- 1996 ONDERGRONDS, SF-griezelhoorspel, Teleac Nederland

### Andere
- meer dan 40 pulpromans onder diverse pseudoniemen
- vertalingen van romans en verhalen uit Nederlands en Duits naar Engels en Amerikaans; uit Engels en Amerikaans naar Nederlands

- Bibliothèque nationale de France: cb12589918p (data)
- Digitale Bibliotheek voor de Nederlandse Letteren: bert007
- Gemeinsame Normdatei: 123047102
- International Standard Name Identifier: 0000 0001 1025 108X
- Library of Congress Control Number: no2007008495
- Nationale Bibliotheek van Letland: 000022862
- Nationale Bibliotheek van Israël: 987007592257805171
- Nederlandse Thesaurus van Auteursnamen: 070231915
- Système universitaire de documentation: 151991650
- Virtual International Authority File: 37815808
- WorldCat: E39PBJdmkTGHfBcT7R37d4VwG3